# Ordre de la Distinction (Bahamas)
Pour les articles homonymes, voir Ordre de la Distinction.
L'ordre de la Distinction (en anglais : Order of Distinction) est un ordre honorifique bahaméen créé en 2016.

## Éligibilité
Les personnes qui reçoivent cet honneur sont reconnues pour les services exemplaires qu'elles ont rendus aux Bahamas.

## Organisation
L'ordre de la Distinction comporte trois grades : compagnon, officier et membre.
Un compagnon a le droit d'utiliser les lettres post-nominales « CD », un officier a le droit d'utiliser les lettres post-nominales « OD » et un membre a quant à lui le droit d'utiliser les lettres post-nominales « DM ».